# 殘酷一叮

殘酷一叮第一、二輯標誌

殘酷一叮第三輯標誌

《殘酷一叮》（英語：Minutes To Fame），香港電視廣播有限公司歌手選秀節目，合共三輯，2005年2月5日首播，每星期播放一次。第一及第二輯由李克勤及梁榮忠主持，第三輯主持為楊千嬅及森美，監製錢國偉。
後續：全城一叮

## 簡介
在2005年初，電視廣播有限公司（TVB）以《美國偶像》（英國：Pop Idol／美國：American Idol）為藍本，改編成天才表演式歌唱跳舞選秀比賽節目《殘酷一叮》，同年2月在翡翠台播出。第一、二輯由李克勤和梁榮忠主持，並由第二集起邀請一至兩位香港歌手或香港演員任嘉賓評判。節目口號為：「全城盡興，殘酷一叮」（於《全球叮皇爭霸戰》中改為：「全球盡興，殘酷一叮！」）。
節目播出以來，收視處於中上水平，2005年6月4日播出的第一輯決賽《叮皇爭霸戰》更創下33點的一週收視冠軍紀錄。部分參賽者因節目而聲名大噪，甚至投身娛樂圈，如關浩揚、莫凱謙和喬寶寶。
因節目取得成功，電視台爭相仿傚，推出類似的天才表演節目，例如《有招出招》、亞洲電視的《一舉成名》、廣東電視台的《歌SING魅影歌唱模倣大賽》等。廣東南方電視台亦計劃與香港TVB合作，推出廣州版本的《殘酷一叮》，暫名《敢拼才會贏》。
《殘酷一叮》本身由第二輯開始「走出香港」，到世界各地的華人社區，如廣州、澳門、多倫多、台北、上海、倫敦、新加坡等地舉行「試叮大會」，廣招參賽者；又與中國中央電視台的《夢想中國》合作，為該節目選拔香港區參賽者。
2006年5月，《殘酷一叮》於馬來西亞舉行比賽，名為《殘酷一叮—馬來西亞擂台戰》，在當地各區舉行初賽，總決賽於同年7月22日在吉隆坡舉行，節目於無綫旗下頻道TVB8播放。
節目第三輯於2007年1月10日起舉行「試叮大會」招募參賽者，並將於同年3月31日起播出。主持人則改由楊千嬅及森美擔任，阮兒和鍾禧文擔任殘酷姊妹。

## 節目資訊

### 第一及第二輯
- 主持：李克勤、梁榮忠
- 殘酷大使：鍾禧文、梁雪湄
- 後台大使：劉曉彤
- 監製：錢國偉

### 第三輯
- 主持：楊千嬅、森美
- 殘酷姊妹：鍾禧文、阮兒
- 演出：陳良韋、周永彪
- 製作統籌：李麗娟
- 編導：陳旭亮
- 監製：錢國偉

## 規則

### 第一輯
- 參賽者從開口唱歌直至被叮為止，所用的時間被換算成參賽者的獎金，每秒相等於港幣$100。
- 演唱時間最長的參賽者為當晚的優勝者，可以挑戰上屆台主。如果沒有衛冕台主，當晚優勝者直接成為台主。
- 台主不可以自選歌曲，必須從8首指定歌曲中隨機抽取。
- 若台主不懂得演唱抽中的歌曲，必須用一半的獎金作出下列其中一個選擇：
  - 要求一位現場觀眾代唱
  - 要求主持示範演唱，但在主持示範完畢之後，台主就必須要演唱
  - 重抽一次，但無論抽到哪一首歌都必需要自己演唱
- 若台主的演唱時間比當晚的優勝者長，則衛冕成功，反之當晚的優勝者將會成為台主。
- 台主衛冕的次數無限，但每次需留下一半獎金作為衛冕籌碼。台主也可以選擇取走所有獎金，不再衛冕。
- 落敗的參賽者有機會接受“翻叮”，即再度參賽。

### 第二輯及第三輯
- 參賽者演唱時間以每秒計算，每秒可獲港幣100元。
- 計算時間由參賽者開口唱出歌詞開始，直至被叮停爲止。
- 全晚演唱時間最長的參賽者為當晚台主。
- 台主可以自選歌曲進行衛冕，最少都必須衛冕一次，並以當晚所得獎金的一半作爲衛冕籌碼。
- 落敗的參賽者有機會接受“翻叮”，即再度參賽。

## 嘉賓評判
| 第一輯          | 嘉賓評判       |
| 第1集           | 沒有           |
| 第2集           | 劉德華         |
| 第3集           | 梁漢文         |
| 第4集           | 汪明荃         |
| 第5集           | Twins          |
| 第6集           | 楊千嬅         |
| 第7集           | 鄭裕玲         |
| 第8集           | 薛家燕         |
| 第9集           | 容祖兒         |
| 第10集          | 關心妍、莫華倫 |
| 第11集          | 葛民輝         |
| 第12集          | 張達明         |
| 第13集          | 張衛健         |
| 第14集          | 苗僑偉、余安安 |
| 第15集          | 周麗淇、林曉峰 |
| 第16集（翻叮1） | 谷德昭、廖碧兒 |
| 第17集（翻叮2） | 譚詠麟         |
| 《叮皇爭霸戰》  | 陳百祥、梁詠琪 |

| 第二輯             | 嘉賓評判       |
| 第1集              | 陳奕迅         |
| 第2集              | 古巨基         |
| 第3集              | 譚耀文、蔡少芬 |
| 第4集              | 錢嘉樂、鄭希怡 |
| 第5集              | 鄭少秋、謝霆鋒 |
| 第6集              | 何韻詩、黃宗澤 |
| 第7集              | 宣 萱、郭晉安  |
| 第8集              | 王 喜、郭可盈  |
| 第9集              | 呂 方          |
| 第10集             | 徐子淇         |
| 第11集             | 譚小環         |
| 第12集             | 陳慧琳         |
| 第13集             | 李璨琛         |
| 第14集（翻叮1）    | 草 蜢          |
| 第15集（翻叮2）    | 鄭伊健         |
| 《叮皇爭霸戰II》   | 陳小春、黃子華 |
| 《全球叮皇爭霸戰》 | 郭富城         |

| 第三輯            | 嘉賓評判               |
| 第1集             | 古巨基                 |
| 第2集             | 呂 方                  |
| 第3集             | 郭晉安                 |
| 第4集             | 庾澄慶                 |
| 第5集             | 梁靜茹                 |
| 第6集             | 孫耀威、林 苑          |
| 第7集             | 草 蜢                  |
| 第8集             | 羅家英                 |
| 第9集             | 吳卓羲、楊 怡          |
| 第10集            | 廖碧兒、黃宗澤         |
| 第11集            | 許志安                 |
| 第12集            | 何韻詩                 |
| 第13集            | 張達明                 |
| 第14集（翻叮1）   | 馮德倫、Amanda S.      |
| 第15集（翻叮2）   | 官恩娜、薛家燕、應昌佑 |
| 《叮皇爭霸戰III》 | 李克勤、梁榮忠         |

## 叮皇爭霸戰
節目中的台主會在該輯的初賽後參與「叮皇爭霸戰」。各台主參賽時為每秒$100，成績最佳的三位台主進入決賽。決賽的獎金亦都為每秒$100，最後勝出者將會成為該輯的「叮皇」，而叮皇決賽的秒數由每秒$100改為每秒$1000。在決賽環節如果表演秒數超過一定秒數就會被屏蔽（第一季80秒，第二季30秒，全球叮皇爭霸戰100秒，第三季30秒），直至最後宣佈「叮皇」得獎者時才會公布該參賽者的實際秒數。
- 第一輯：2005年6月4日播出，潘振成（51歲）以《男兒當自強》一曲以104秒勝出，成為第一輯叮皇。
- 第二輯：
  - 全港叮皇爭霸戰：2005年9月24日播出，馮文樂（25歲）以《愛是永恆》一曲以114秒勝出，成為第二輯叮皇。
  - 全球叮皇爭霸戰：2005年10月16日播出，來自馬來西亞吉隆坡的林家勇（12歲）以《浪人情歌》一曲以124秒勝出，成為全球叮皇。
- 第三輯：2007年8月18日播出，來自馬來西亞檳城的Season Group以《Super Model》一曲及出色的表演以120秒勝出，成為第三輯叮皇。

## 歷屆台主
| 第一輯（2005年）                                                           |                                                                                   |         |         |
| 姓名（參賽年齡）                                                           | 演唱歌曲（秒數）                                                                  | 第一次  | 最後    |
| 關浩揚（18）                                                               | Lady Marmalade（75秒）                                                            | 2月5日  | 2月12日 |
| 莫凱謙（6）                                                                | 習慣失戀（71秒） 月亮代表我的心（75秒） 愛與誠（70秒）                            | 2月12日 | 2月26日 |
| 李啟東（18）                                                               | Amazed（49+3=52秒）                                                               | 3月5日  | 3月12日 |
| 汪小娟（53）                                                               | 郊道（72秒）                                                                      | 3月12日 | 3月19日 |
| Gill Mohindepaul Singh （喬寶寶）（34）                                    | 愛情陷阱（60秒） 男兒當自強（60秒）                                               | 3月19日 | 4月2日  |
| 林柏麟（24）                                                               | 雙截棍（60秒）                                                                    | 4月2日  | 4月9日  |
| 馮婉君（29） 林晃蔚（26）                                                  | A.RA.SHI（56秒）                                                                  | 4月9日  | 4月16日 |
| 李卓玲（9） 李文菁（9） 鄧佩雯（8）                                        | 女人味（48秒） 花花宇宙（72秒）                                                   | 4月16日 | 4月23日 |
| 李家豪（23）                                                               | 想飛（65秒）                                                                      | 4月30日 | 5月7日  |
| 潘振成（51）                                                               | Monica（80秒） 舊歡如夢（74秒）                                                   | 5月7日  | 5月14日 |
| 吳啟龍（29）                                                               | 被叮男子漢（76秒） 原曲：捕風的漢子                                               | 5月21日 | 5月21日 |
| 陳嘉行（34）                                                               | 給愛麗斯（84秒）                                                                  | 5月28日 | 5月28日 |
| 第二輯（2005年）                                                           |                                                                                   |         |         |
| 姓名（參賽年齡）                                                           | 演唱歌曲（秒數）                                                                  | 第一次  | 最後    |
| 馮文樂（25）                                                               | 一生中最愛（99秒） 愛的根源（117秒）                                              | 6月11日 | 6月18日 |
| 吳華鋒（24）                                                               | 超人的主題曲（70秒）                                                              | 6月25日 | 7月2日  |
| Tarhata Polo（41）                                                         | I'll always love you（79秒） Unchained Melody（87秒） I believe I can fly（80秒） | 7月2日  | 7月16日 |
| 黃耀發（36）                                                               | 情憑誰來定錯對（58秒） 愛情陷阱（62秒）                                           | 7月23日 | 7月30日 |
| 陳嘉裕（12） 伍盈美（12） 劉燕雯（12） 羅婉儀（12） （Magic Little Girls） | 變出我精采（73秒） 零四好玩（75秒）                                               | 8月6日  | 8月13日 |
| 陳段（68）                                                                 | 姑娘十八一朵花（53秒）                                                            | 8月20日 | 8月27日 |
| 陳業禧（15）                                                               | 婚紗背後（72秒） 離別的叮嚀（79秒）                                               | 8月27日 | 9月3日  |
| 高添羽（26）                                                               | 的士夠格（75秒）                                                                  | 9月10日 | 9月10日 |
| 爆炸猛男PHD                                                                | 伴我啟航（115秒）                                                                 | 9月17日 | 9月17日 |
| 第三輯（2007年）                                                           |                                                                                   |         |         |
| 姓名（參賽年齡）                                                           | 演唱歌曲（秒數）                                                                  | 第一次  | 最後    |
| 黎郗如（14）                                                               | 招牌動作＋玩美（95秒）                                                            | 3月31日 | 4月7日  |
| 李健興（40）                                                               | 冬天裡的一把火（93秒） 無敵是最寂寞（122秒）                                      | 4月7日  | 4月21日 |
| 劉丹                                                                       | 熱情的沙漠（97秒）                                                                | 4月21日 | 4月28日 |
| 陳俊傑、冼靈君、樓珈瑩、吳倩衡、 鄺嘉寶、李佰璁、李銳昇 （自強七人組）     | 男兒當自強（94秒） 中國人（93秒）                                                 | 4月28日 | 5月12日 |
| 周睿忐、毛婉雯、張翔 （CNC）                                               | 戀愛情色（78秒）                                                                  | 5月12日 | 5月19日 |
| 陳成女（41）                                                               | 熱情的沙漠（73秒）                                                                | 5月19日 | 5月26日 |
| 黃鴻利（7）                                                                | 不怕不怕（89秒）                                                                  | 5月26日 | 6月2日  |
| 孫婷婷、鄭俊峰 （藍色天空）                                                | 希望＋阿里郎（90秒）                                                              | 6月2日  | 6月9日  |
| 顧曉霞、張綠玶、韓麗均、韓麗錮 （Season Group）                            | And I know（101秒） 要定你（104秒）                                               | 6月23日 | 7月7日  |
| 李家賢、尹敏豪 （群兄雙殺）                                                | 聽聽（102秒）                                                                     | 7月14日 | 7月14日 |
| 鄭盈盈（21）                                                               | 零四好玩（95秒）                                                                  | 7月28日 | 7月28日 |
| 賈文婷（23）                                                               | 勇氣（103秒）                                                                     | 8月4日  | 8月4日  |

### 著名參賽者

#### 陳業禧
蟬聯兩屆台主，更成功進入總決賽《叮皇爭霸戰》，被傳媒稱為「男版小鳳姐」，他是一個舞台魔術師，於學校、酒樓和屋村經常出席表演，他擅長舞台幻象魔術，有多年演出的經驗。另外，他懂得雜耍，西洋變臉和正宗的四川變臉戲法。

#### 陳盈俐
第二輯第二位台主，參賽時6歲，未參賽前已經為TVB童星，曾演出多部經典劇集，入行時間更比第一輯莫凱謙早，她以唱出國語歌曲為主《甜蜜蜜》、《路邊野花不要採》。她甜美笑容令觀眾深刻，此後她慢慢由拍攝劇集轉向唱歌發展，更不時與其兄同為前童星陳思朗於不同場合合唱。

#### 莫凱謙
第一輯的第二位台主。2005年2月，當時只有6歲的他參與節目，連續成為三屆台主。他人小鬼大，被主持人戲稱為「莫生（莫先生）」，第二輯陳盈俐比其更早入行，成熟的唱腔和台風令他一夜成名。其後成為香港童星組合 Cream Junior 的主要人物，也是2005年無綫電視“TVB兒童節”的兒童節大使之一。莫小朋友的口頭禪為：「玩下啫（玩玩而已）！」

#### 陳嘉行
3月12日落敗，但5月28日翻叮成功進入決賽。他在台上脫去上衣，露出胸前兩塊心形貼紙，令全場捧腹大笑。因此他得來「心心人」的稱號。

#### 喬寶寶（喬保羅）
第一輯其中一位台主。印度裔香港人，祖宗三代均居於香港，操流利廣東話。他以誇張的舞蹈、假髮和造型為賣點。當他參賽用了假歲28，真歲是34。在第一輯叮皇爭霸戰入圍，以3秒之差落敗。本為懲教署職員，後加入無綫電視，於《高朋滿座》飾演瑜伽中心老闆（羅亨利），該角色被設定為一位熱愛中國文化的英籍印度裔人士。

#### 林柏麟
第一輯其中一位台主。在第9集擊敗喬寶寶成為台主，卻在第10集衛冕戰中抽中不擅長的慢歌《約定》，以一秒之差輸給由馮婉君及林晃蔚組成的QC二人組。他樣貌酷似周杰倫，唱他的rap歌也又快又準，被稱為“翻版周杰倫”。他還會在表演中灑紙屑和極速脫衣等表演，增加舞台上的視覺效果，後來的參賽者爭相仿傚其脫衣脫褲的做法。
林柏麟並於節目後集合眾台主高手創辦一叮聯盟，是為一叮聯盟之盟主，活躍於各表演場合。

#### 爆炸猛男PHD
四名香港理工大學設計學院的碩士生，組成「爆炸猛男PHD」，於第二輯第2集首度亮相，成為該集最高秒數參賽者，但不敵擅於模仿天王巨星聲線的馮文樂。後來於翻叮龍虎榜捲土重來，成為殘酷一叮首次唱畢整首參賽歌曲的紀錄保持者。後來成功進入總決賽，再遇馮文樂，馮文樂一口氣模仿六位歌手的聲線而獲得好評，爆炸猛男再屈居亞軍。他們的特色是自創古怪但齊整的舞步及自製道具，更不惜剃頭、畫眼眉，令觀眾留下深刻印象。

#### 馮文樂
第二輯首位台主，連續蟬聯兩集的「扮聲專家」。他在表演中曾模仿出黎明、郭富城、劉德華等眾著名香港歌手的腔調，而他在模仿剛出道時的李克勤和徐小鳳（唯一一位女歌手）時聲線幾乎一樣；更在全球叮皇爭霸戰裏有突出的演出。可是最后敗在來自馬來西亞吉隆坡的林家勇（12歲）。林家勇是以《浪人情歌》一曲以124秒勝出，成為全球叮皇。
| 參賽記錄               |                                                          |       |          |
| 集數                   | 演唱歌曲                                                 | 秒數  | 日期     |
| 第二輯第一集           | 一生中最愛                                               | 99秒  | 6月11日  |
| 第二輯第二集           | 愛的根源                                                 | 117秒 | 6月18日  |
| 叮皇爭霸戰（初賽）     | 情憑誰來定錯對 飛花 忘盡心中情                           | 90秒  | 9月24日  |
| 叮皇爭霸戰（決賽）     | 愛是永恆(張學友、譚詠麟、李克勤、大AL、王傑)             | 114秒 | 9月24日  |
| 全球叮皇爭霸戰（初賽） | 水中花 順流逆流 幾分傷心幾分痴 向全世界說愛你 月半小夜曲 | 89秒  | 10月16日 |
| 全球叮皇爭霸戰（決賽） | 練習 一顆不變心 夏日傾情 愛的呼喚                        | 120秒 | 10月16日 |

## 現為無綫電視藝員名單
- 關浩揚、鍾凱琪（特約演員）

## 曾為無綫電視藝員名單
- 喬寶寶、莫凱謙（童星）、陳盈俐（童星）

## 外部連結
- 殘酷一叮第一、二輯官方網頁
- 殘酷一叮第三輯官方網頁 （页面存档备份，存于）
- YouTube《殘酷一叮（第一輯）》全集線上看 （页面存档备份，存于）

| 前任： 首任 | 萬千星輝頒獎典禮 最具創意節目 2005年 | 繼任： 向世界出發 |